# Alexandru Obregia

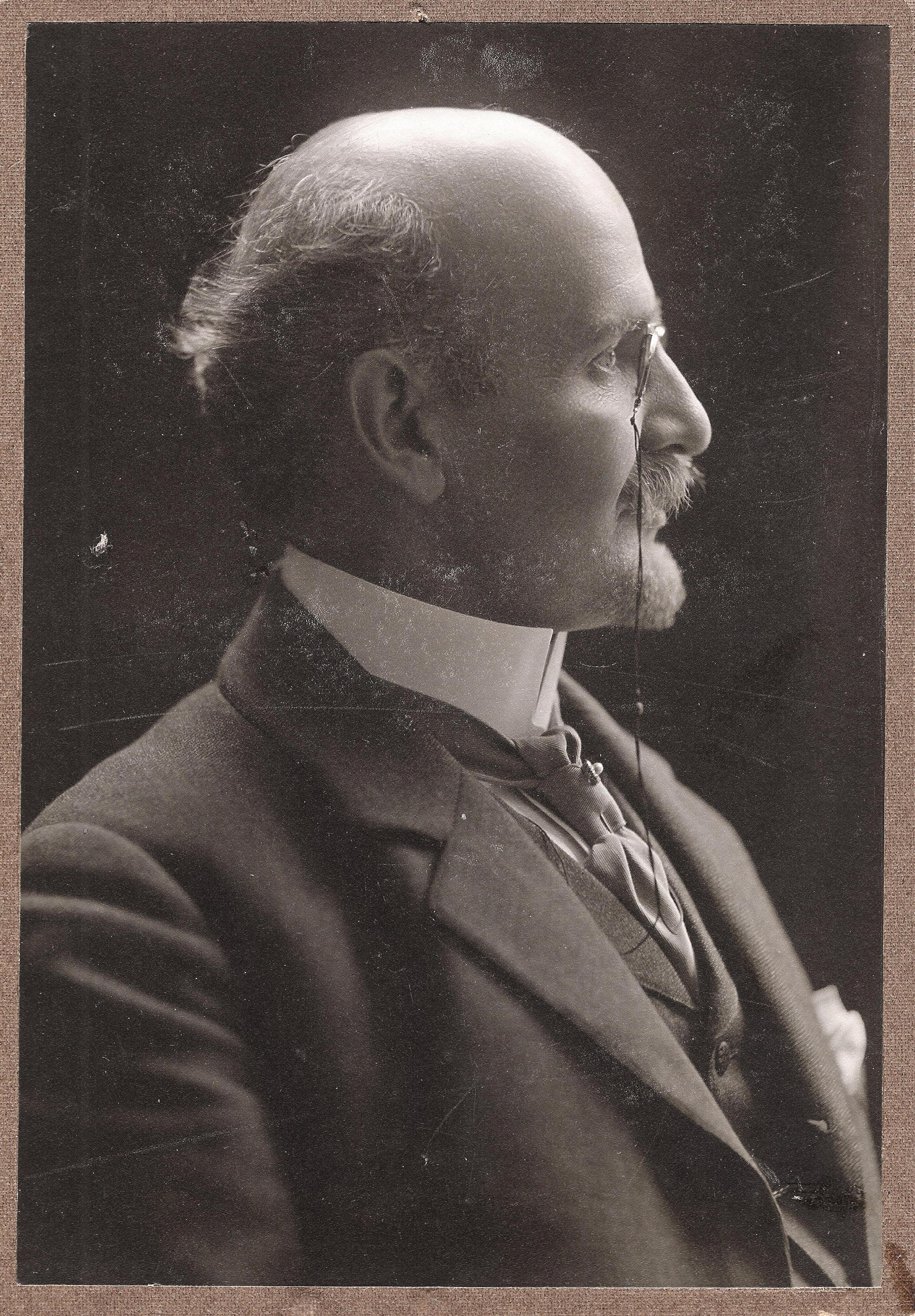
Alexandru Obregia

Alexandru Obregia (n. 20 iulie 1860, Iași ; d. 24 iulie 1937, București) a fost un cunoscut medic psihiatru și profesor universitar, titularul Catedrei de Psihiatrie și Clinica bolilor mintale din cadrul Facultății de Medicină din București între 1910 - 1924.
Elev al Profesorului Dr. Alexandru A. Suțu, cariera sa este legată de dezvoltarea psihiatriei în România. A studiat morfologia sistemului nervos, schizofrenia și paralizia generală; de asemenea, a introdus puncția suboccipitală în practica neurologică. 
În 1888, la numai 28 de ani, a susținut teza de doctorat în medicină la Facultatea de Medicină din București. În perioada 1888-1891 s-a specializat în psihiatrie și neurologie la Berlin și Paris, din 1893 a devenit medic primar psihiatru la Ospiciul „Mărcuța”, iar din 1905 directorul Ospiciului. În 1908, a introdus, aplicat și publicat - primul în lume - în practica medico-chirurgicală puncția suboccipitală. În 1909 a devenit, prin concurs, profesor de psihiatrie la Facultatea de Medicină din București (până în 1934), iar în 1922 a fost ales Președinte al Societății Române de Psihiatrie.
În 1923 instalează Clinica de Psihiatrie în noul creat Spital Central de boli nervoase și mentale, care actualmente îi poartă numele, situat pe Șoseaua Berceni nr. 10. Inițial cel mai mare spital din România, a fost construit la inițiativa și după concepția Profesorului Obregia între 1907- 1910, cu sprijinul omului politic Gh. Gr. Cantacuzino („Nababul”), dar inaugurarea a fost întârziată de lipsa fondurilor și de izbucnirea Primului Război Mondial. Alexandru Obregia a activat între anii 1927-1930 ca director superior tehnic și administrativ al Spitalului Central (unul dintre multele nume ale acestui spital).
Se retrage în 1934, moștenitor spiritual fiindu-i elevul său profesor Petre Tomescu.
Alexandru Obregia este fratele lui Anastasie Obregia. A fost protagonist al unei mult discutate în epocă pasiuni pentru o frumoasă evreică de 17-18 ani, pasiune care l-a făcut să renunțe la familie.

## In memoriam

Bustul dr. Alexandru Obregia, realizat de sculptorul român Frederic Storck, este instalat din 1935 în parcul din fața pavilionului central al Spitalului clinic de psihiatrie „Prof. Dr. Al. Obregia” din București.